# Saint-Étienne-de-Cuines
Saint-Étienne-de-Cuines és un municipi francès situat al departament de la Savoia i a la regió d'Alvèrnia-Roine-Alps. L'any 2007 tenia 1.194 habitants.

## Demografia

### Població
El 2007 la població de fet de Saint-Étienne-de-Cuines era de 1.194 persones. Hi havia 512 famílies de les quals 160 eren unipersonals (80 homes vivint sols i 80 dones vivint soles), 164 parelles sense fills, 148 parelles amb fills i 40 famílies monoparentals amb fills.
La població ha evolucionat segons el següent gràfic:
Habitants censats

### Habitatges
El 2007 hi havia 753 habitatges, 523 eren l'habitatge principal de la família, 177 eren segones residències i 53 estaven desocupats. 590 eren cases i 162 eren apartaments. Dels 523 habitatges principals, 360 estaven ocupats pels seus propietaris, 151 estaven llogats i ocupats pels llogaters i 12 estaven cedits a títol gratuït; 9 tenien una cambra, 39 en tenien dues, 77 en tenien tres, 192 en tenien quatre i 206 en tenien cinc o més. 386 habitatges disposaven pel capbaix d'una plaça de pàrquing. A 231 habitatges hi havia un automòbil i a 223 n'hi havia dos o més.

### Piràmide de població
La piràmide de població per edats i sexe el 2009 era:
| Homes | Edats   | Dones |
| ----- | ------- | ----- |
| 0     | 95 o +  | 0     |
| 1     | 90 a 94 | 3     |
| 3     | 85 a 89 | 14    |
| 14    | 80 a 84 | 5     |
| 20    | 75 a 79 | 37    |
| 34    | 70 a 74 | 42    |
| 41    | 65 a 69 | 38    |
| 37    | 60 a 64 | 37    |
| 21    | 55 a 59 | 32    |
| 36    | 50 a 54 | 33    |
| 39    | 45 a 49 | 55    |
| 53    | 40 a 44 | 39    |
| 60    | 35 a 39 | 39    |
| 46    | 30 a 34 | 53    |
| 41    | 25 a 29 | 34    |
| 27    | 20 a 24 | 27    |
| 59    | 15 a 19 | 47    |
| 41    | 10 a 14 | 23    |
| 55    | 5 a 9   | 41    |
| 37    | 0 a 4   | 27    |

## Economia
El 2007 la població en edat de treballar era de 739 persones, 549 eren actives i 190 eren inactives. De les 549 persones actives 519 estaven ocupades (291 homes i 228 dones) i 30 estaven aturades (14 homes i 16 dones). De les 190 persones inactives 86 estaven jubilades, 42 estaven estudiant i 62 estaven classificades com a «altres inactius».

### Ingressos
El 2009 a Saint-Étienne-de-Cuines hi havia 532 unitats fiscals que integraven 1.220,5 persones, la mediana anual d'ingressos fiscals per persona era de 18.732 €.

### Activitats econòmiques
Dels 53 establiments que hi havia el 2007, 2 eren d'empreses extractives, 2 d'empreses alimentàries, 4 d'empreses de fabricació d'altres productes industrials, 10 d'empreses de construcció, 13 d'empreses de comerç i reparació d'automòbils, 4 d'empreses de transport, 4 d'empreses d'hostatgeria i restauració, 1 d'una empresa d'informació i comunicació, 1 d'una empresa financera, 2 d'empreses de serveis, 6 d'entitats de l'administració pública i 4 d'empreses classificades com a «altres activitats de serveis».
Dels 15 establiments de servei als particulars que hi havia el 2009, 1 era una oficina de correu, 1 funerària, 1 taller de reparació d'automòbils i de material agrícola, 2 paletes, 4 lampisteries, 2 electricistes, 1 perruqueria i 3 restaurants.
Dels 5 establiments comercials que hi havia el 2009, 1 era un supermercat, 1 una fleca, 1 una carnisseria, 1 una llibreria i 1 una botiga de roba.
L'any 2000 a Saint-Étienne-de-Cuines hi havia 8 explotacions agrícoles.

## Equipaments sanitaris i escolars
L'únic equipament sanitari que hi havia el 2009 era una farmàcia.
El 2009 hi havia una escola elemental. Saint-Étienne-de-Cuines disposava d'un col·legi d'educació secundària amb 258 alumnes.

## Poblacions més properes
El següent diagrama mostra les poblacions més properes.